# Psophocarpus scandens
Psophocarpus scandens là một loài thực vật có hoa trong họ Đậu. Loài này được (Endl.) Verdc. miêu tả khoa học đầu tiên.

## Phạm vi sinh sống
Psophocarpus scandens sinh sống tại vùng nhiệt đới Châu Phi, Nigeria đến Sudan, Angola, Zambia, Mozambique và Madagascar.

### Môi trường sống
Psophocarpus scandens thường ưa sống ở các vùng đầm lầy, ngoài ra chúng cũng sống một cách định kỳ ở các khu rừng bị ngập lụt và các bờ sông.